# Les Cités perdues des Mayas

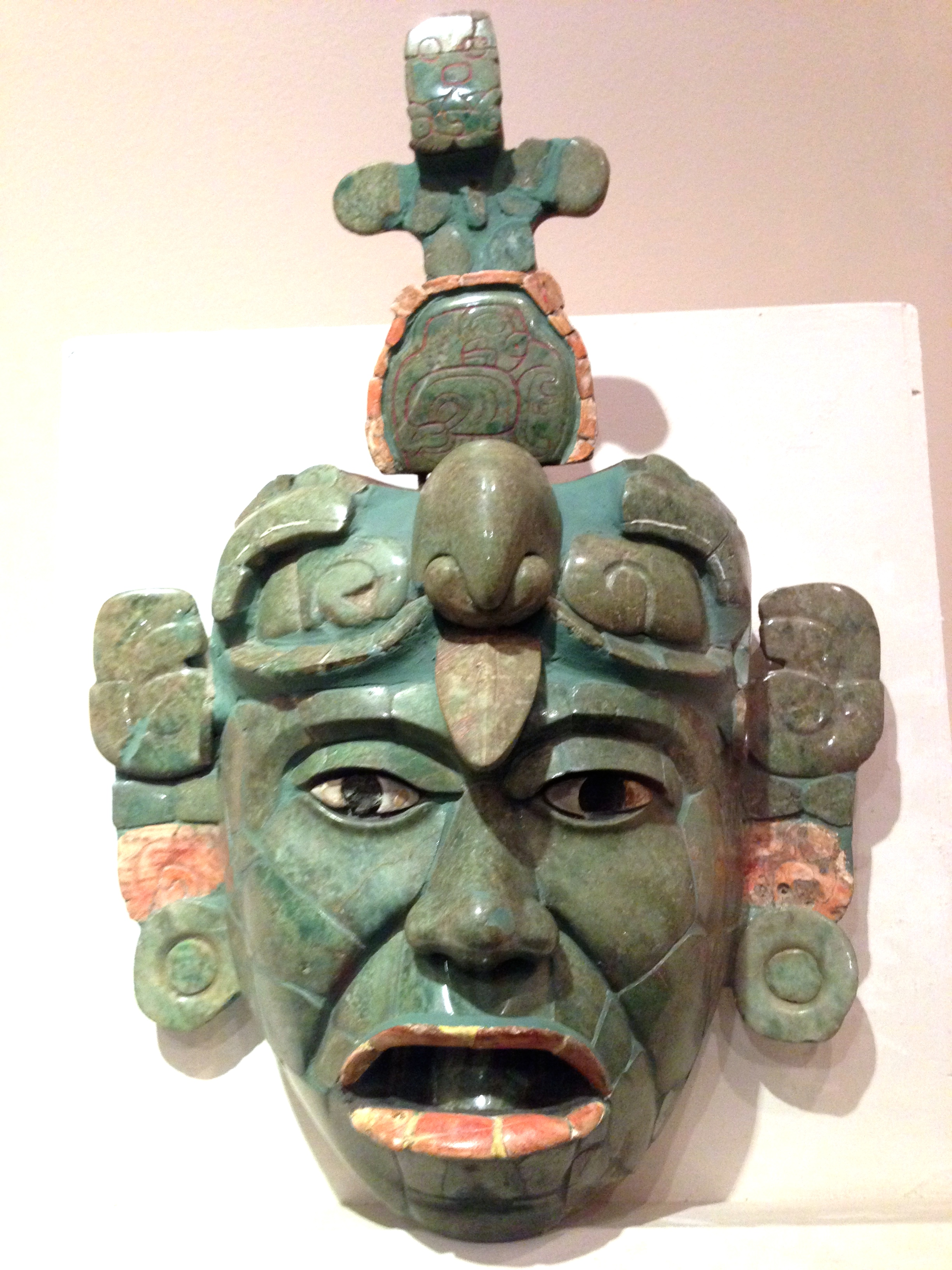
La quatrième de couverture figurant le masque en jade, pyrite et coquille, de Tikal, du début de l’époque classique ; actuellement conservé au Museo Nacional de Arqueología y Etnología de Guatemala.

Les Cités perdues des Mayas est une monographie illustrée sur l’histoire de la redécouverte de la civilisation maya, co-écrite par le mayaniste et l’iconologue Claude-François Baudez, et l’historienne de l’art Sydney Picasso, parue chez Gallimard en 1987. Cet ouvrage est le 20e titre dans la collection « Découvertes Gallimard », et a été adapté en un film documentaire homonyme.

## Introduction
Cet ouvrage en format poche (125 × 178 mm) fait partie de la série Archéologie dans la collection « Découvertes Gallimard », c’est-à-dire, on s’intéresse ici à la redécouverte de la civilisation maya, et à l’étude des sites, objets et documents découverts dans la région, du début du XVIe siècle au XXe siècle, mais non à l’histoire de cette civilisation.
Selon la tradition des « Découvertes », cette collection repose sur une abondante documentation iconographique et une manière de faire dialoguer l’iconographie documentaire et le texte, enrichie par une impression sur papier couché ; autrement dit, « de véritables monographies, éditées comme des livres d’art ».
Dans le choix des documents, priorité est donnée à l’originalité, l’inédit, comme les originaux polychromes de l’explorateur anglais Frederick Catherwood, sur l’« Empire Maya », retrouvés pour cet opus. C’est presque comme un « roman graphique », rempli de planches en couleurs.

## Accueil
Le site Babelio confère au livre une note moyenne de 3,80 sur 5, sur la base de 22 notes. Sur le site Goodreads, le livre obtient une moyenne de 3,46/5 basée sur 46 notes, indiquant des avis généralement positifs.
L’historien de l’art Olivier Gabet livre une critique positive de l’ouvrage : « Érudition joyeuse et généreuse, lecture passionnante — un indémodable qui donne envie de lire d’autres livres encore, notamment le destin incroyable de Waldeck — ces ‹ Découvertes Gallimard › restent quand même un très plus joli objet éditorial des dernières décennies. »

## Adaptation documentaire
En 2000, en coproduction avec La Sept-Arte et Trans Europe Film, en collaboration avec Éditions Gallimard, réalisé l’adaptation de Les cités perdues des Mayas, dirigée par Jean-Claude Lubtchansky. Ce documentaire a été tourné au Mexique et au Guatemala, et diffusé sur Arte dans la case « L’Aventure humaine ».

### Fiche technique
- Titre : Les cités perdues des Mayas
- Titre allemand : Stätten und Kultur der Maya[10]
- Réalisation : Jean-Claude Lubtchansky
- Images : Mikaël Lubtchansky
- Scénario : Claude-François Baudez et Sydney Picasso
- Scénario et adaptation : Jean-Claude et Carole Lubtchansky
- Voix : François Marthouret et Marc Zammit[11]
- Sociétés de production : La Sept-Arte, Trans Europe Film et Éditions Gallimard
- Pays d’origine :  France
- Lieu de tournage :  Mexique,  Guatemala
- Langue : français, doublage en allemand
- Durée : 52 minutes
- Date de sortie : 2000 sur Arte

## Éditions internationales
| Titre                                     | Traduction littérale                                                | Langue               | Pays                         | Collection (numéro dans la collection)                                           | Éditeur                                                      | Traducteur                       | Année de première parution | ISBN                 |
| ----------------------------------------- | ------------------------------------------------------------------- | -------------------- | ---------------------------- | -------------------------------------------------------------------------------- | ------------------------------------------------------------ | -------------------------------- | -------------------------- | -------------------- |
| Les cités perdues des Mayas               | –                                                                   | Français de France   | France                       | Découvertes Gallimard (no 20)                                                    | Éditions Gallimard                                           | –                                | 1987                       | (ISBN 9782070530359) |
| Lost Cities of the Maya                   | « Les cités perdues des Mayas »                                     | Anglais britannique  | Royaume-Uni                  | New Horizons (sans numéro)                                                       | Thames & Hudson                                              | Caroline Palmer                  | 1992                       | (ISBN 9780500300091) |
| Lost Cities of the Maya                   | « Les cités perdues des Mayas »                                     | Anglais américain    | États-Unis                   | Abrams Discoveries (sans numéro)                                                 | Harry N. Abrams                                              | Caroline Palmer                  | 1992                       | (ISBN 9780810928411) |
| Las ciudades perdidas de los mayas        | « Les cités perdues des Mayas »                                     | Espagnol d'Espagne   | Espagne                      | Aguilar Universal (no 17)                                                        | Aguilar, S. A. de Ediciones (es)                             | Mari Pepa López Carmona          | 1990                       | (ISBN 9788403600829) |
| Las ciudades perdidas de los mayas        | « Les cités perdues des Mayas »                                     | Espagnol             | Espagne, Amérique hispanique | Biblioteca de bolsillo CLAVES (no 28)                                            | Ediciones B                                                  | Mari Pepa López Carmona          | 1999                       | (ISBN 9788440692801) |
| I Maya: alla scoperta delle città perdute | « Les Mayas : à la découverte des cités perdues »                   | Italien              | Italie                       | Universale Electa/Gallimard (no 20)                                              | Electa/Gallimard                                             | Ida Sassi                        | 1993                       | (ISBN 9788844500214) |
| Versunkene Städte der Maya                | « Les cités perdues des Mayas »                                     | Allemand             | Allemagne                    | Abenteuer Geschichte (no 10)                                                     | Ravensburger Buchverlag                                      | Christian et Regina Kuhn-Régnier | 1990                       | (ISBN 9783473510108) |
| De verloren steden van de Maya’s          | « Les cités perdues des Mayas »                                     | Néerlandais          | Pays-Bas, Belgique           | Fibula Pharos, Standaard Ontdekkingen (sans numéro)                              | Fibula-Van Dishoek, Standaard Uitgeverij                     | Willem Oorthuizen                | 1992                       | (ISBN 9789026962677) |
| A maják letűnt városai                    | « Les cités disparues des Mayas »                                   | Hongrois             | Hongrie                      | Kréta könyvek (no 2)                                                             | Park Kiadó                                                   | Deák Éva Veressné                | 1991                       | (ISBN 9637970622)    |
| Mayașii: O civilizație pierdută           | « Les Mayas : une civilisation perdue »                             | Roumain              | Roumanie                     | Découvertes Univers: Colecțiile Cotidianul. Enciclopedica (SERIA a IV-a, vol. I) | Editura Univers (ro) (en collaboration avec Cotidianul (ro)) | Irinel Antoniu                   | 2007                       | (ISBN 9781602570665) |
| Mayaların Kayıp Şehirleri                 | « Cités perdues des Mayas »                                         | Turc                 | Turquie                      | Genel Kültür Dizisi (sans numéro)                                                | Yapı Kredi Yayınları                                         | Berran Tözer                     | 2003                       | (ISBN 9789750801372) |
| マヤ文明 失われた都市を求めて             | « Civilisation maya : à la recherche d’une cité perdue »            | Japonais             | Japon                        | 知の再発見 (no 7)                                                                | Sōgensha (ja)                                                | Yumiko Sakata                    | 1991                       | (ISBN 9784422210575) |
| 馬雅古城：湮沒在森林裡的奇蹟              | « Les cités antiques des mayas : un miracle immergé dans la forêt » | Chinois traditionnel | Taïwan                       | 發現之旅 (no 8)                                                                  | China Times Publishing (zh)                                  | Zhencheng Ma                     | 1994                       | (ISBN 9789571311333) |
| 马雅古城：湮没在森林里的奇迹              | « Les cités antiques des mayas : un miracle immergé dans la forêt » | Chinois simplifié    | Chine                        | 发现之旅 (no 8)                                                                  | Shanghai Bookstore Publishing House                          | Zhencheng Ma                     | 1998                       | (ISBN 9787806224564) |
| 마야: 잃어버린 도시들                     | « Maya : cités perdues »                                            | Coréen               | Corée du Sud                 | 시공 디스커버리 (no 6)                                                           | Sigongsa (en)                                                | Mi-sun Kim                       | 1995                       | (ISBN 9788972591689) |